# گروه سرهنگچه
گروه سرهنگچه یک منطقهٔ مسکونی در ایران است که در دهستان گرمسیر واقع شده‌است. گروه سرهنگچه ۴۰ نفر جمعیت دارد.